# 텐징-힐러리 공항
텐징-힐러리 공항(영어: Tenzing-Hillary Airport, IATA: LUA, ICAO: VNLK) 또는 루클라 공항(영어: Lukla Airport)은 히말라야산맥에 있는 작은 공항으로 해발 2,850m에 있어 세계에서 가장 높은 위치에 있는 공항이자 세계에서 가장 위험한 공항으로 불리며 짧은 1개의 활주로는 산비탈을 깎아서 만들었으며 경사지게 하였다. 이곳은 큰 여객기가 내릴 수 없으며 주로 프로펠러 여객기나 경비행기가 착륙하는데 참고로 가끔 Mi-8 같은 헬리콥터가 이착륙하기도 하며 또한 이륙할 때 위험천만하며 바로 앞이 낭떨어지이기 때문에 비행기가 떨어질 수 있다. 관제탑과 터미널만 있으며 기상 악화의 경우 항공기가 결항되는 일도 발생하기도 하며 또한 에베레스트 산으로 가는 길목에 있어 관광객들에게 유용하다. 공항 이름은 에베레스트산을 처음으로 등정한 뉴질랜드 출신 산악인 에드먼드 힐러리와 네팔 출신 인도의 산악인이자 수필가인 텐징 노르가이의 이름에서 따왔다.

## 운항 노선

### 국내선
| 항공사    | 목적지   |
| --------- | -------- |
| 예티 항공 | 카트만두 |

## 사고 목록
- 1973년 10월 15일, 로열네팔항공의 DHC-6트윈오터-300 등록번호 9N-ABG기가  착륙후, 강착장치(착륙장치, 랜딩기어)가  복원이안될정도로 파손되었다. 승무원 3명과 승객3명은 무사
- 1991년 6월 9일, 로열네팔항공의 DHC-6트윈오터300 등록번호 9N-ABA기가 악천후속에서 불안정한 상태로 착륙을 시도하다 활주로상에 추락. 승무원 3명과 승객 14명은 무사
- 1992년 9월 26일, 로열네팔항공의 Y-12 등록번호 9N-ACI가 이륙에 실패해 완파. 승무원2명과 승객 12명은 무사
- 2004년 5월 25일 예티항공의 DHC-6 트윈오터300 등록번호 9N-AFD가 구름이 많은 시계불량인 어프로치를 시도, 언덕과 충돌했다.  승무원3명 전원사망. 승객은 타고있지 않았다. 네팔의 사고조사위원회에서는 기장이 자기위치를 관할하는 항공관제센터에 잘못된 정보가 충돌의 원인으로 결론지었다.
- 2004년 10월 1일 싯타에어의 도르니어228이 착륙접지시 앞쪽 랜딩기어가 파손되어서 활주로를 따라 활주, 활주로를 막았다. 이 사고로 인해 공항은 2일간 폐쇄되었다.
- 2005년 6월 30일, 구르카항공의 도르니어 228이 기체가 옆쪽으로 기움에도 불구하고 착륙을 계속해서 착륙에 실패. 3명의 승무원과 승객 9명이 경상을 입었다. 보도에 의하면사고기는 그 후, 운항에서 빠져 해체되었다.
- 2008년 10월 8일, 예티항공의 DHC-6 트윈오터 103편이 최종진입시에 추락, 화염에 휩싸였다. 승무원과 승객 합쳐 18명이 사망하였고, 기장은 생존하였다
- 2010년 8월 25일, 아그니에어 101편이 악천후에때문에 루클라공항에 착륙을 못하고, 출발지인 카투만두로 회항중 시카르푸르에 추락. 승무원 승객 합쳐 14명 전원이 사망하였다.
- 2010년 10월 12일, 싯타에어의 도르니어228이 착륙시 브레이크가 고장. 멈추지못하고 활주로끝에 있는 벽에 격돌해 기수가 완파되었다. 승객과승무원은 모두 무사.

## 사진

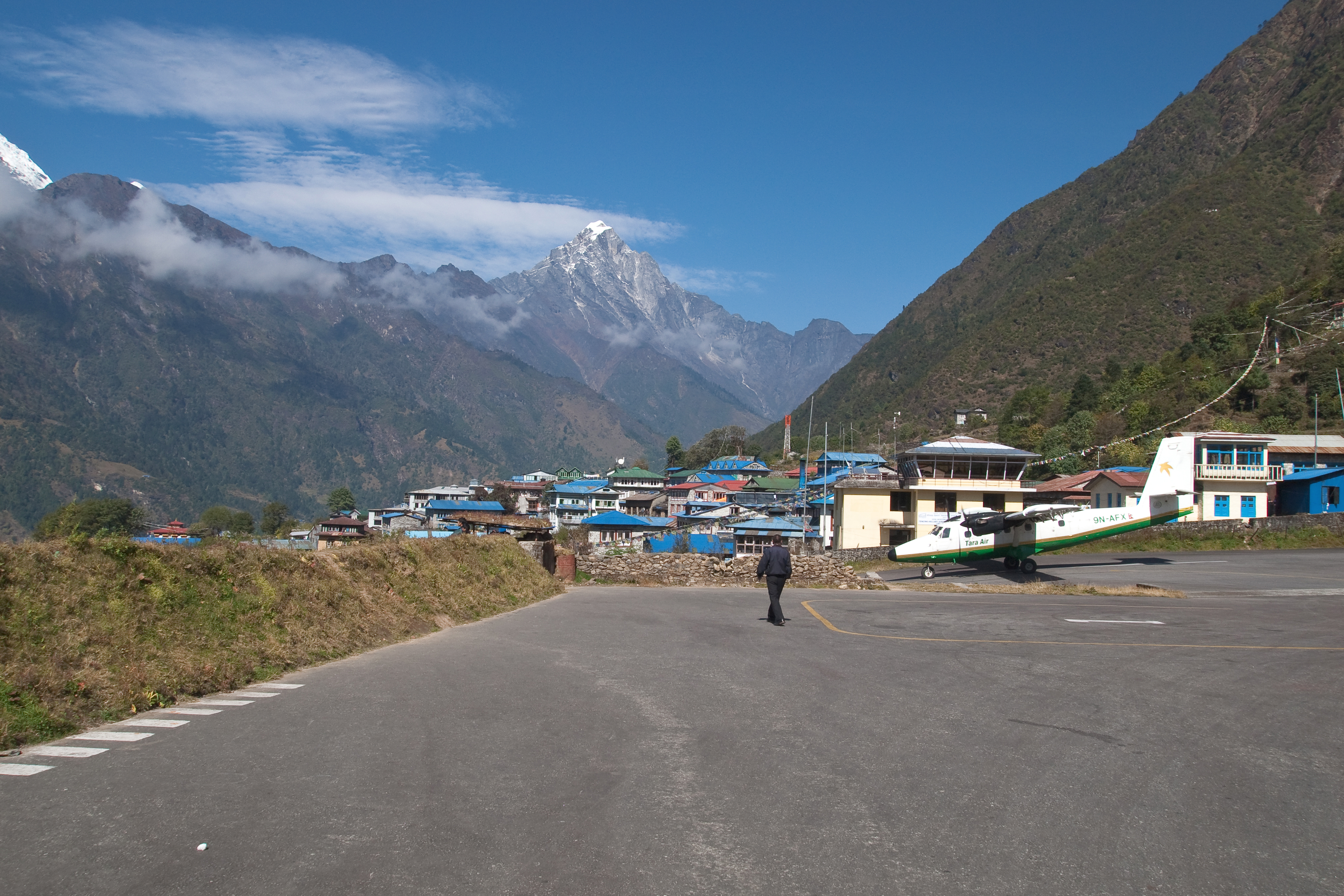
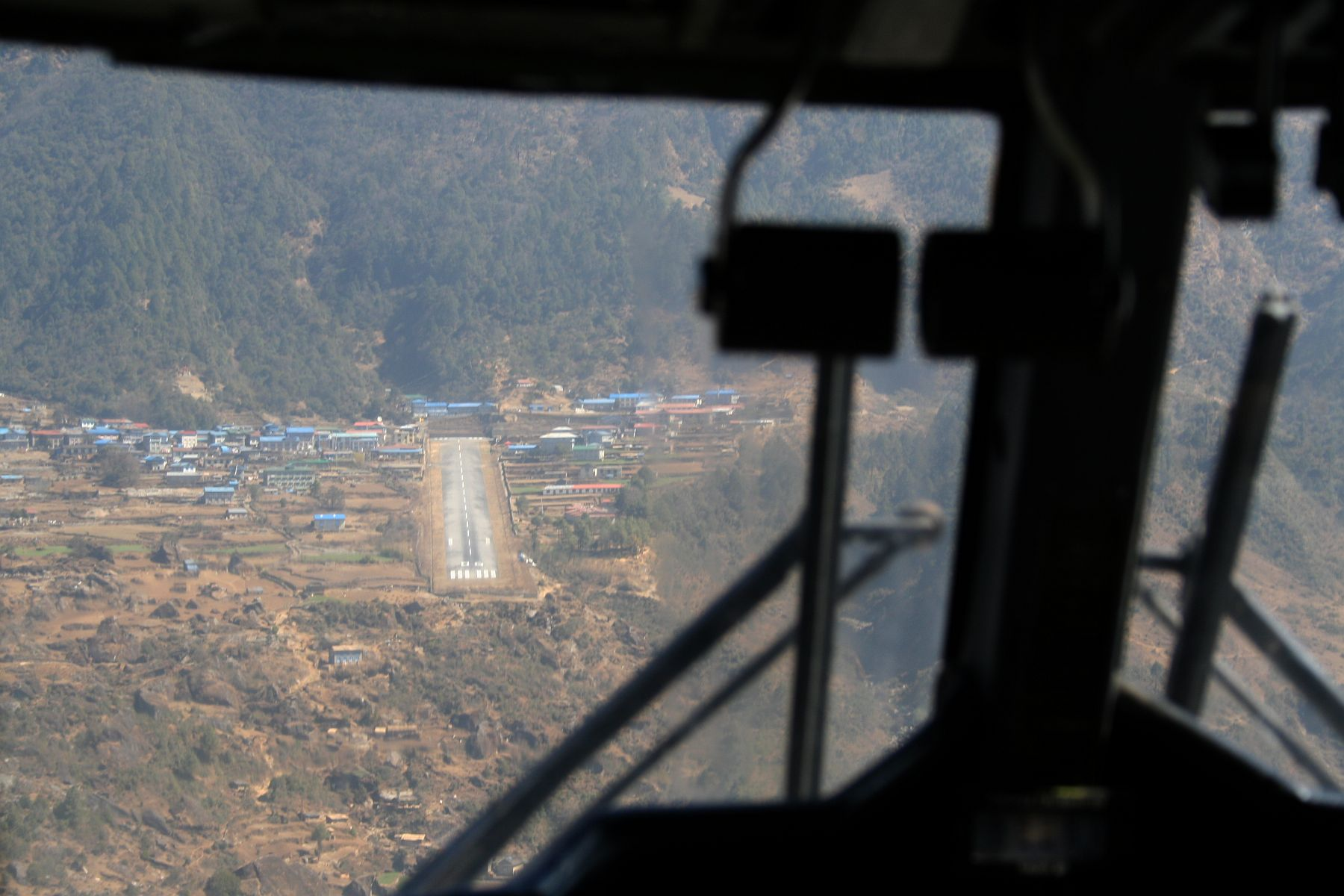
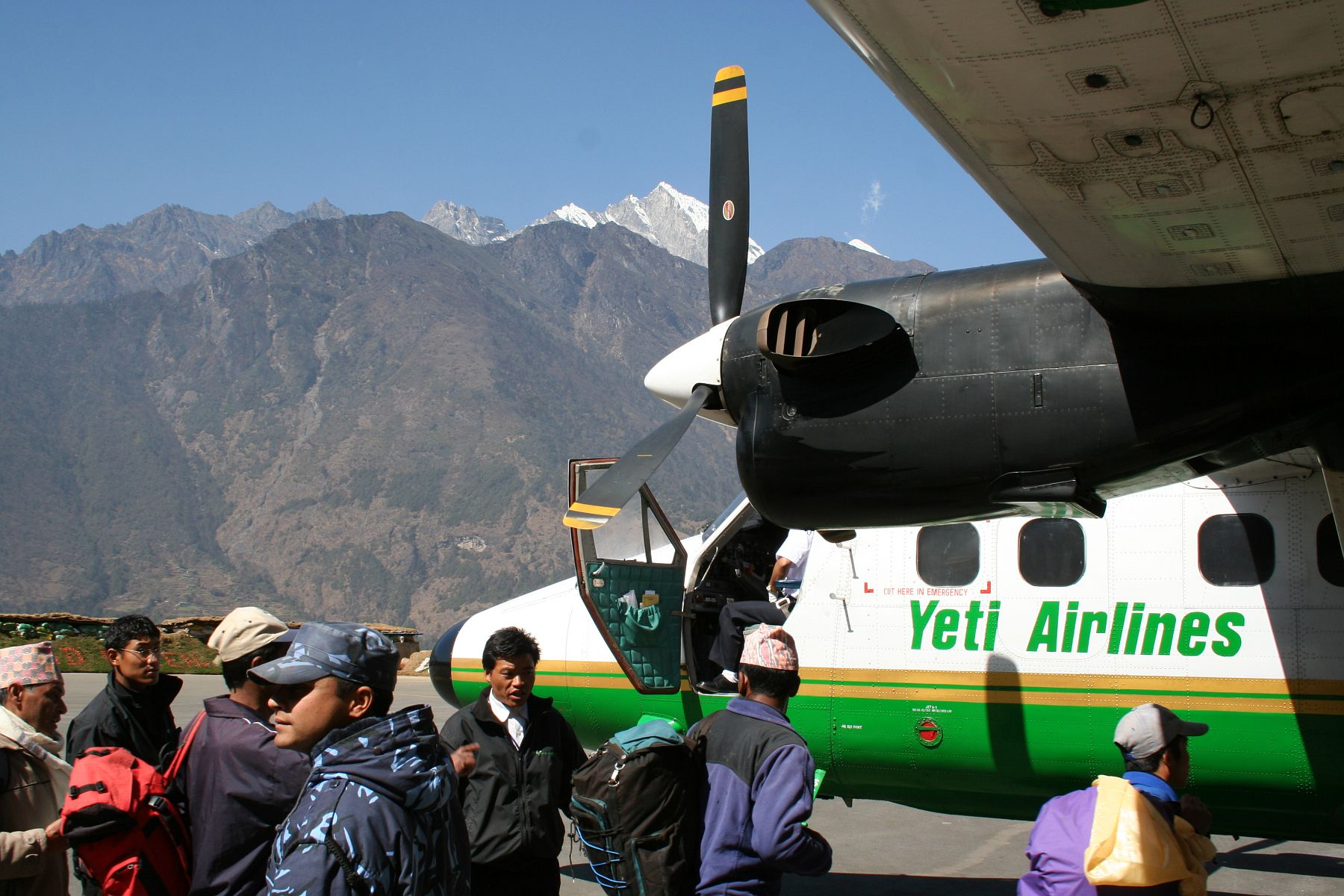
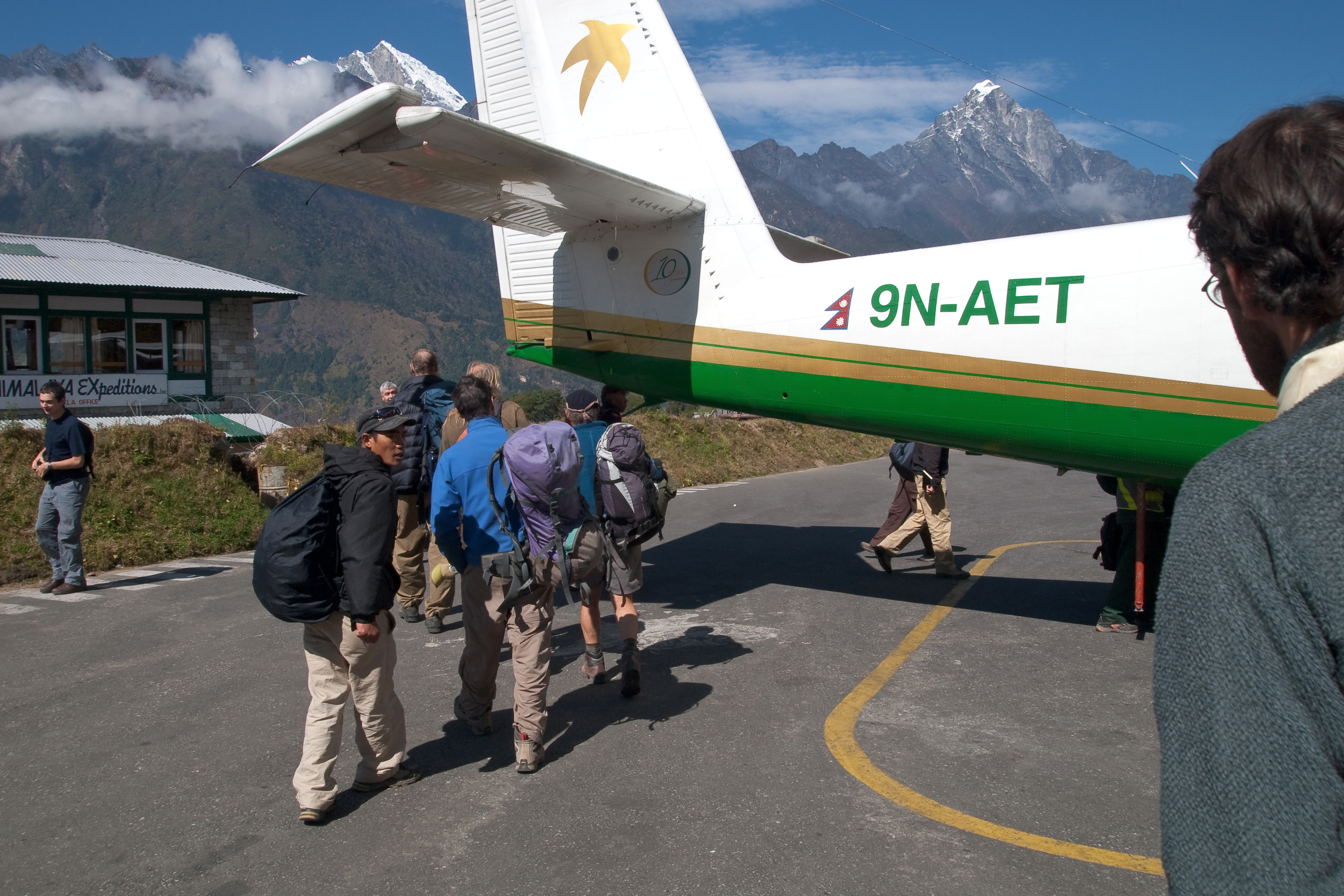
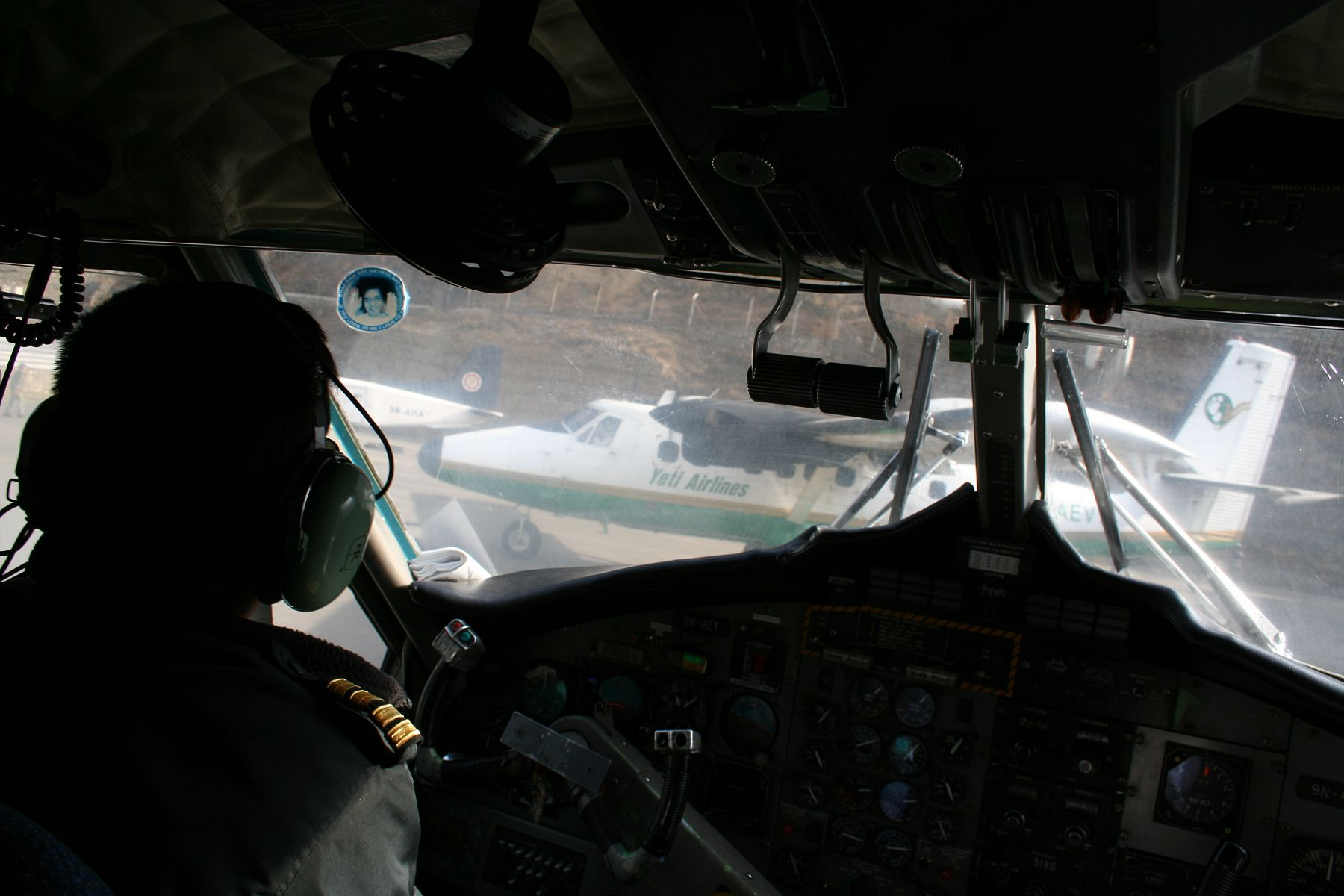
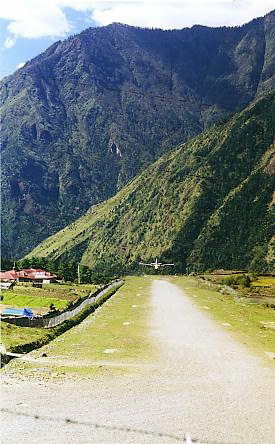

## 같이 보기
- 네팔의 공항 목록